# 凯瑟琳·斯威策
凯瑟琳·弗吉尼亚·“凯西”·斯威策（英語：Kathrine Virginia "Kathy" Switzer，1947年1月5日—）出生于德国班贝格，是一位美国作家，电视评论员和马拉松选手，她因在1967年成为第一个报名并参加波士顿马拉松这项活动的女性而知名。
波比·吉布为波士顿田径协会后来认可的第一位完成波士顿马拉松的女性跑者（1966年）。直到1972年，波士顿马拉松赛才正式欢迎女性参加。

## 生活和事业
斯威策出生于德国，父亲是美国军官。她和家人在1949年回到了美国。高中毕业后她来到雪城大學主修新闻学。1972年获得硕士学位。

### 1967年波士顿马拉松
斯威策热爱跑步，在她的教练坚持女性无法完成马拉松比赛后，斯威策训练并代表俱乐部报名注册了261号完成1967年的波士顿马拉松赛。五年后女性才被正式允许参与这项比赛的竞争。斯威策完成马拉松的时间4小时20分钟比第一位完成波士顿马拉松的女性跑者波比·吉布（未注册报名）晚一个小时。她注册报名使用了中性的“K. V.斯威策”这个名字，她说自己没有误导官员。她曾长期使用“K. V.斯威策”署名自己的大学论文。斯威策得到了自己的号码并开始比赛，这个错误被指挥人员发现。赛事官员乔克·森普尔试图把她赶出比赛场地。斯威策冲他喊道，“滚出我的比赛，把我的号码给我。”斯威策的男友汤姆·米勒和她一起跑并推开森普尔让她继续。这个画面被拍成照片成了世界头条新闻。
事后，有人询问波士顿田径协会主任威尔·克鲁尼关于斯威策比赛的意见。克鲁尼说，“女人不能参加马拉松比赛，因为规则禁止这样做。我们不遵守规则，社会将陷入混乱。我不制定规则，我只是尽量遵守规则。在马拉松比赛中，我们不承认任何未经注册报名的选手，甚至男人也是。如果那个女孩是我的女儿，我会打她。”
由于她这次的马拉松跑，业余体育联合会禁止女性参与男性选手的所有比赛，违法者将失去在任何比赛中竞争的权利。斯威策与其他女性选手试图说服波士顿田径协会允许女性参加马拉松比赛。最后在1972年举办了有史以来第一次有女性正式参加的波士顿马拉松赛。曾经试图把斯威策赶出比赛的乔克·森普尔帮助推动了女运动员正式获得参赛资格。

### 后来的比赛和工作
1974年斯威策以3小时7分29秒的成绩获得紐約馬拉松的女子冠军。她的马拉松个人最佳成绩是1975年在紐約馬拉松跑出的3小時02分57秒（歷史悠久的波士頓馬拉松不符合IAAF對馬拉松的認定標準，因此波士頓馬成績不予採認）。
后来她因电视评论员的工作获得艾美奖。她开始写书并在2007年4月第一次参加波士顿马拉松40周年时发行了自己的回忆录。2008年这本书获得了比利奖。
2011年她入选全国女性名人堂。自1967年以来，她一直致力于改善世界不同地区女性运动及比赛的权益。
2017年，在首次参加波士顿马拉松五十周年后，70岁的斯威策再次参加了这一赛事。组委会为她分配了和之前相同的号码261号，并宣布将这一号码永久保留，不再使用，以示对斯威策的纪念。她最终耗时4小时44分31秒完成这次比赛。

## 个人生活
1968年斯威策与在波士顿比赛中帮助她的汤姆·米勒结婚。1973年离婚。然后与公关经理菲利普·绍布结婚和离婚。后来在1987年嫁给了英国出生的运动员和作家罗杰·罗宾逊。

## 外部連結
- 凯瑟琳·斯威策网站（页面存档备份，存于）
- 斯威策在1973年波士顿马拉松赛的档案图像（页面存档备份，存于）